# Нидербёза
Нидербёза (нем. Niederbösa) — община в Германии, в земле Тюрингия. 
Входит в состав района Кифхойзер. Подчиняется управлению Гройссен.  Население составляет 139 человек (на 31 декабря 2010 года). Занимает площадь 4,56 км².